# Río Tonchima
Der Río Tonchima, alternative Schreibweise: Río Tónchima, im Oberlauf Río Salas, ist ein etwa 124 km langer rechter Nebenfluss des Río Mayo in den Provinzen Rodríguez de Mendoza (Region Amazonas) sowie Rioja und Moyobamba (beide in der Region San Martín) im zentralen Norden Perus.

## Flusslauf
Der Río Tonchima entspringt im Nordwesten des Distrikts Vista Alegre (Provinz Rodríguez de Mendoza) nahe der Grenze zum Distrikt Molinopampa (Provinz Chachapoyas). Das Quellgebiet liegt an der Ostflanke der Cordillera Pishcohuanuna auf einer Höhe von etwa 3570 m. In der Nähe entspringen auch die Flüsse Río Sonche (im Oberlauf Río Ventilla), ein Zufluss des Río Utcubamba, und der Río Sumichaca, ein Quellfluss des Río Huayabamba. Der Río Tonchima durchquert den Norden des Distrikts Vista Alegre in überwiegend östlicher Richtung. Bei Flusskilometer 94 befindet sich dessen Hauptort Vista Alegre nördlich des Flusslaufs. Bei Flusskilometer 75 verlässt der Fluss die Provinz Rodríguez de Mendoza. Er bildet nun bis zu seiner Mündung die Grenze zwischen den Provinzen Rioja (am Linksufer) und Moyobamba (am Rechtsufer). Auf den folgenden fünf Kilometern durchschneidet er einen Gebirgskamm in ostnordöstlicher Richtung und erreicht eine große Beckenlandschaft. Auf den unteren 65 Kilometern fließt der Río Tonchima nach Norden. Er nimmt den von Süden kommenden Río Ochique auf. Im Unterlauf weist der Río Tonchima viele Flussschlingen auf. Die Städte Soritor, Yorongos, Rioja und Pósic liegen unweit des Flusslaufs. Schließlich trifft der Río Tonchima auf einer Höhe von etwa 810 m auf den nach Osten strömenden Río Mayo.

## Einzugsgebiet
Das Einzugsgebiet des Río Tonchima umfasst eine Fläche von etwa 1380 km². Es erstreckt sich über den Distrikt Vista Alegre in der Provinz Rodríguez de Mendoza sowie über Teile der Provinzen Rioja und Moyobamba. Das Einzugsgebiet grenzt im Norden an das des oberstrom gelegenen Río Mayo, im Westen an die der Flüsse Río Imaza, Río Utcubamba und Río Huayabamba, im Süden an das des Río Saposoa sowie im Osten an das des Río Indoche.